# Młynka
Młynka est une localité polonaise de la gmina de Zabierzów, située dans le powiat de Cracovie en voïvodie de Petite-Pologne.